# 마린 원

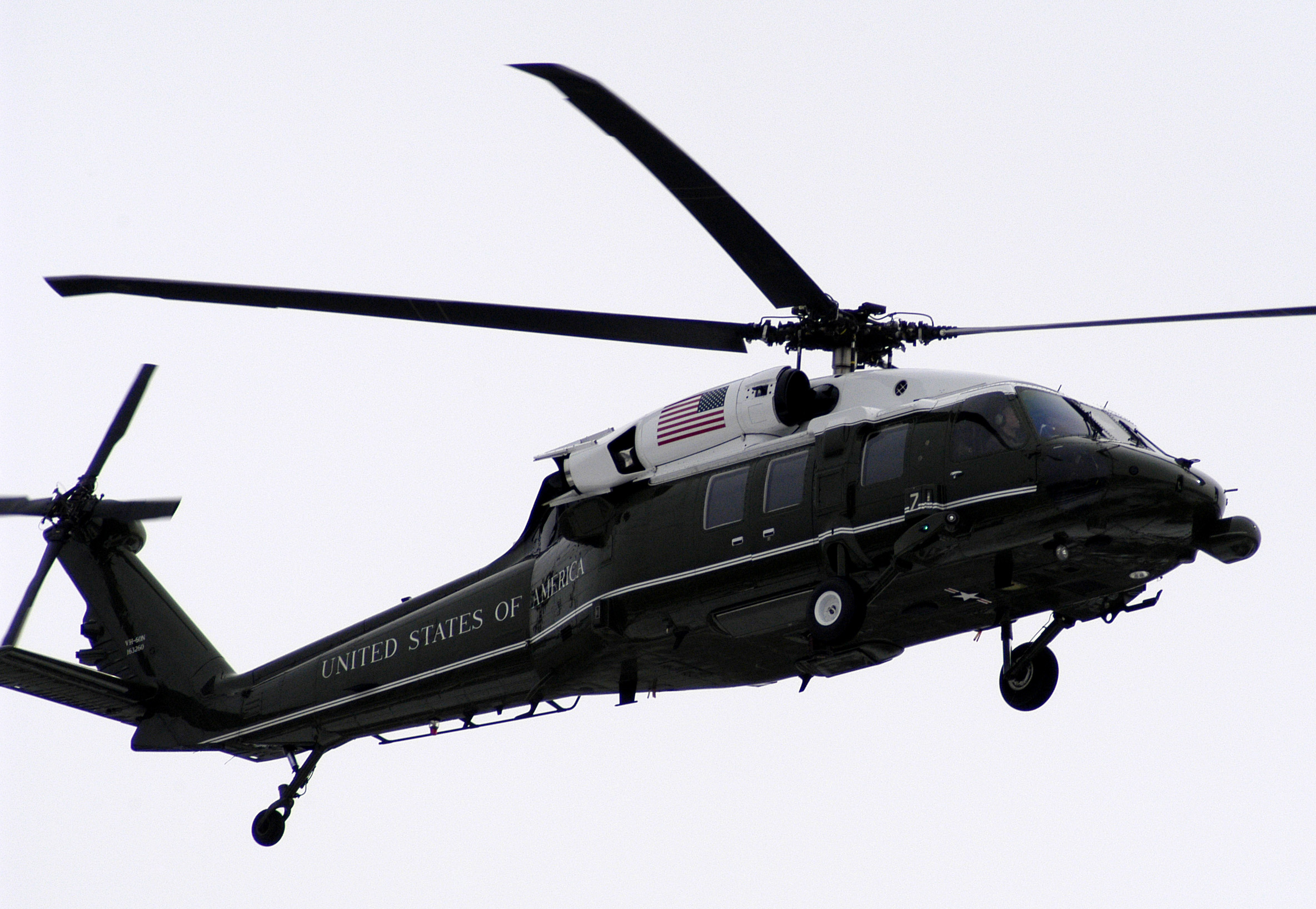
워싱턴 D.C. 상공의 마린원 VH-60N 화이트호크 헬기

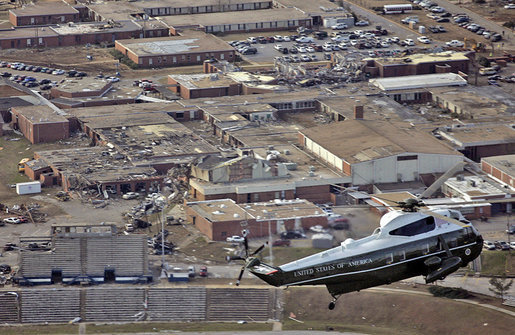
2007년 3월 조지 W. 부시 대통령이 마린원 VH-3D 시 킹 헬기를 타고 앨라배마주의 토네이도 피해를 직접 살펴보고 있다.

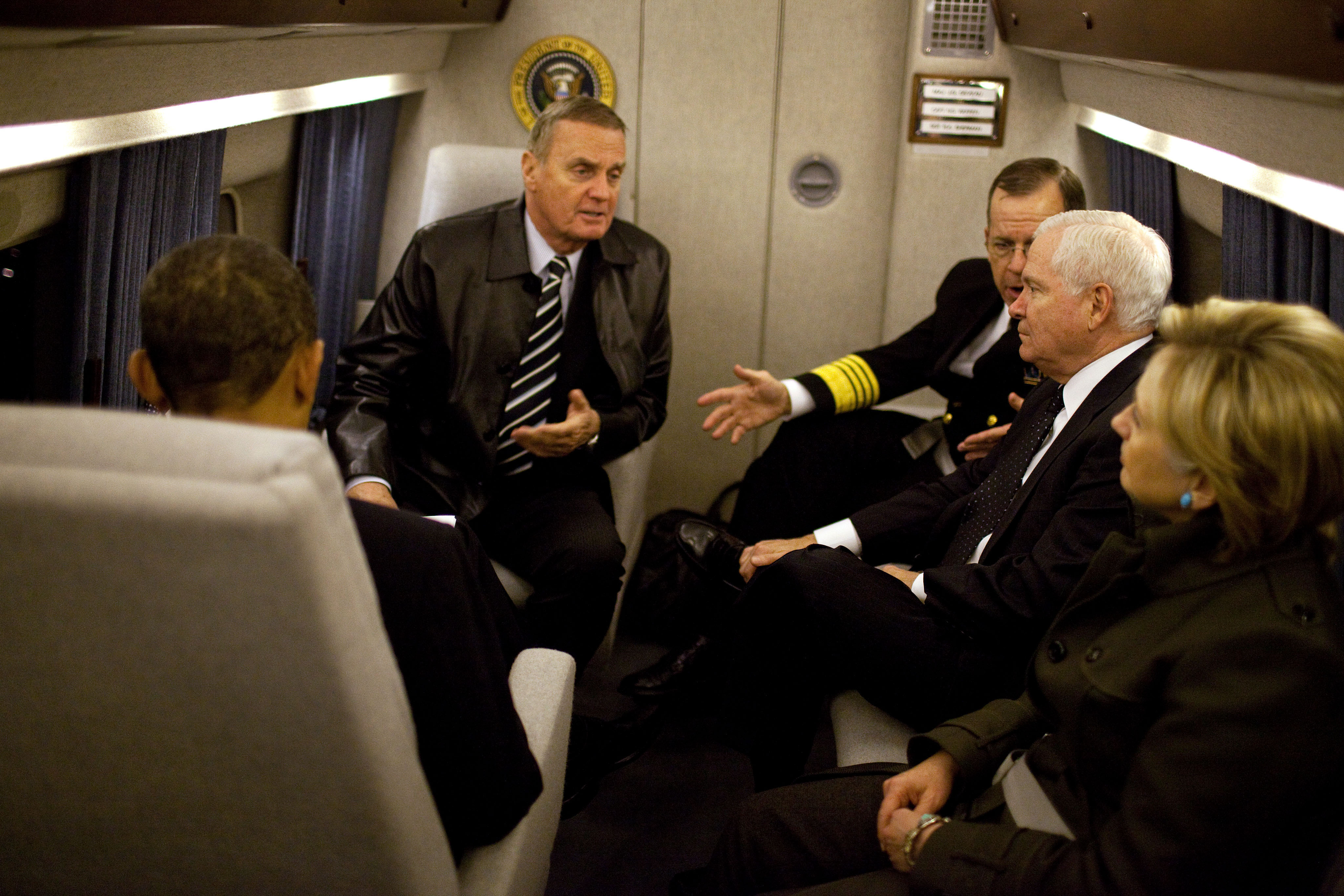
마린원 VH-3D 시 킹 헬기를 탄 버락 오바마 대통령

마린 원(Marine One)은 미국의 대통령이 탑승한 미국 해병대의 비행기의 호출부호를 가리킨다. 미국의 부통령의 전용 비행기의 호출부호는 마린 투(Marine Two)로서, 제1해병헬리콥터비행대대(HMX-1 "나이트호크")에서 운용하는 SH-3 시 킹이나 그 외 최신형, UH-60 블랙 호크를 이용한다. 

## 역사
1957년 드와이트 D. 아이젠하워 대통령은 백악관에서 여름 별장으로 신속히 이동하기 위해 최대이륙중량 1.3톤 2인승 벨 UH-13J 수우 헬기를 이용했다. 전용 고정익기는 백악관에서 이륙도 못하고, 여름 별장에 착륙도 못하기 때문이다. 이에 대통령은 참모에게 새로운 이동수단을 지시했고, 최대이륙중량 6톤 12인승 시콜스키 UH-34 시호스를 최초의 전용 헬기로 도입했다. 그 이후 백악관에서는 해병대에 전용헬기 운용을 의뢰했고, 1976년까지는 미 육군과 해병대가 대통령을 헬리콥터로 수송할 책임을 분담했다.1976년부터 대통령의 헬기 수송은 해병대에서 전담중이다. 그후로 마린 원은 기종이 바뀌며 계속 사용되었지만, 어떠한 사고나 공격의 대상이 되지 않았다. 하지만 2006년 조지 W 부시 대통령은 퇴임하는 공보 비서관과 함께 마린 원에 탑승했지만 헬기는 작동하지 않아 결국 대통령은 헬리콥터에서 나와 자동차를 타고 백악관을 떠났다.

## 기종
구형인 VH-3D 시 킹 헬기, 또는 보다 작은 신형 VH-60N 화이트호크를 사용한다.
- VH-3D 시 킹, 최대이륙중량 10톤, 1976년 실전배치, 11대가 생산되었다.
- VH-60N 화이트호크, 최대이륙중량 10톤, 1988년 실전배치, 9대가 인도되었다.

## 현재 운용
2009년, 미국 해병대의 제1해병헬리콥터비행대대(HMX-1)는 4개의 기종에 35대의 헬기를 운용중이다. 버지니아주 콴티코 해병 항공기지에서 800명의 해병이 임무를 수행중이다. 제1해병헬리콥터비행대대(HMX-1)의 모든 장병들은, 엄격한 신분조회를 통해, 미국 대통령에게 접근할 수 있는 양키 화이트 자격을 취득해야만 한다.
마린원도 에어포스원과 마찬가지로, 해외순방시에도 적어도 2대 이상의 헬리콥터가 같이 운항되며, 대부분 5대의 동일한 헬리콥터가 한 팀으로 비행한다. 한대의 헬리콥터는 대통령을 태우고 다른 헬리콥터는 미끼(디코이) 역할을 수행한다. 이륙하자마자 이 헬리콥터들은 대통령의 위치를 모호하게 하기 위해 대형을 이루어 움직인다.
엔진을 3개 탑재해, 이중 하나가 파손되어도 날 수있으며, 내부에서는 국방부 등과 위성으로 통화도 가능한 것으로 알려져 있다.
또한 마린 원에는 열을 추적하는 미사일과 레이다 유도 미사일에 대응하기 위해 발사되는 미사일과 핵 폐기물에 대응하기 위한 신호탄 같은 표준 군사적 대응 수단도 장착돼 있다고 알려져 있다.
대통령이 해외순방을 할 때에는 C-17 글로브마스터III, 록히드 C-5 갤럭시 수송기로 대통령 전용차 비스트와 대통령 전용헬기 마린원을 수송한다.

## 교체
2014년 5월 7일 해병대는 시코르스키 항공사에 대통령 헬기 6대를 12억 4천만달러에 건조하는 계약을 체결했다. 이에따라, 노후화된 헬리콥터들을 대체할 헬리콥터 21대가 2023년까지 배치될 예정이며, 내부 및 외부에 관한 세부사항은 기밀사항으로, 외부에 잘 알려지지 않았다.

## 같이 보기
- 대한민국 대통령 전용헬기
- 미국 대통령 의전차량
- 에어 포스 원
- 미국 대통령의 이동수단